# Xylobium stanhopeifolium
Xylobium stanhopeifolium är en orkidéart som beskrevs av Rudolf Schlechter. Xylobium stanhopeifolium ingår i släktet Xylobium och familjen orkidéer.
Artens utbredningsområde är Colombia. Inga underarter finns listade i Catalogue of Life.